# دانشگاه چارلز استورت
دانشگاه چارلز استورت (انگلیسی: Charles Sturt University) یک دانشگاه عمومی چند پردیسی است که در ایالت‌های نیو ساوت ولز، ویکتوریا، کوئینزلند و قلمرو پایتختی استرالیا دارای پردیس است. این دانشگاه که در سال ۱۹۸۹ تأسیس شده‌است، به افتخار کاشف بریتانیایی، ناخدا چارلز استورت که در قلمرو درون سرزمینی نیو ساوت ولز و جنوب استرالیا دست به اکتشاف زد نامگذاری شده‌است. پردیس‌های مهم این دانشگاه در شهرهای آلبری، دابو، واگا واگا، بثرست، کانبرا، اورنج، گولبرن، پورت مکوایر قرار دارند.
این دانشگاه در رشته‌های مختلف، دوره‌های کارشناسی و تحصیلات تکمیلی آموزش از راه حل دور ارائه می‌دهد.

## نگارخانه

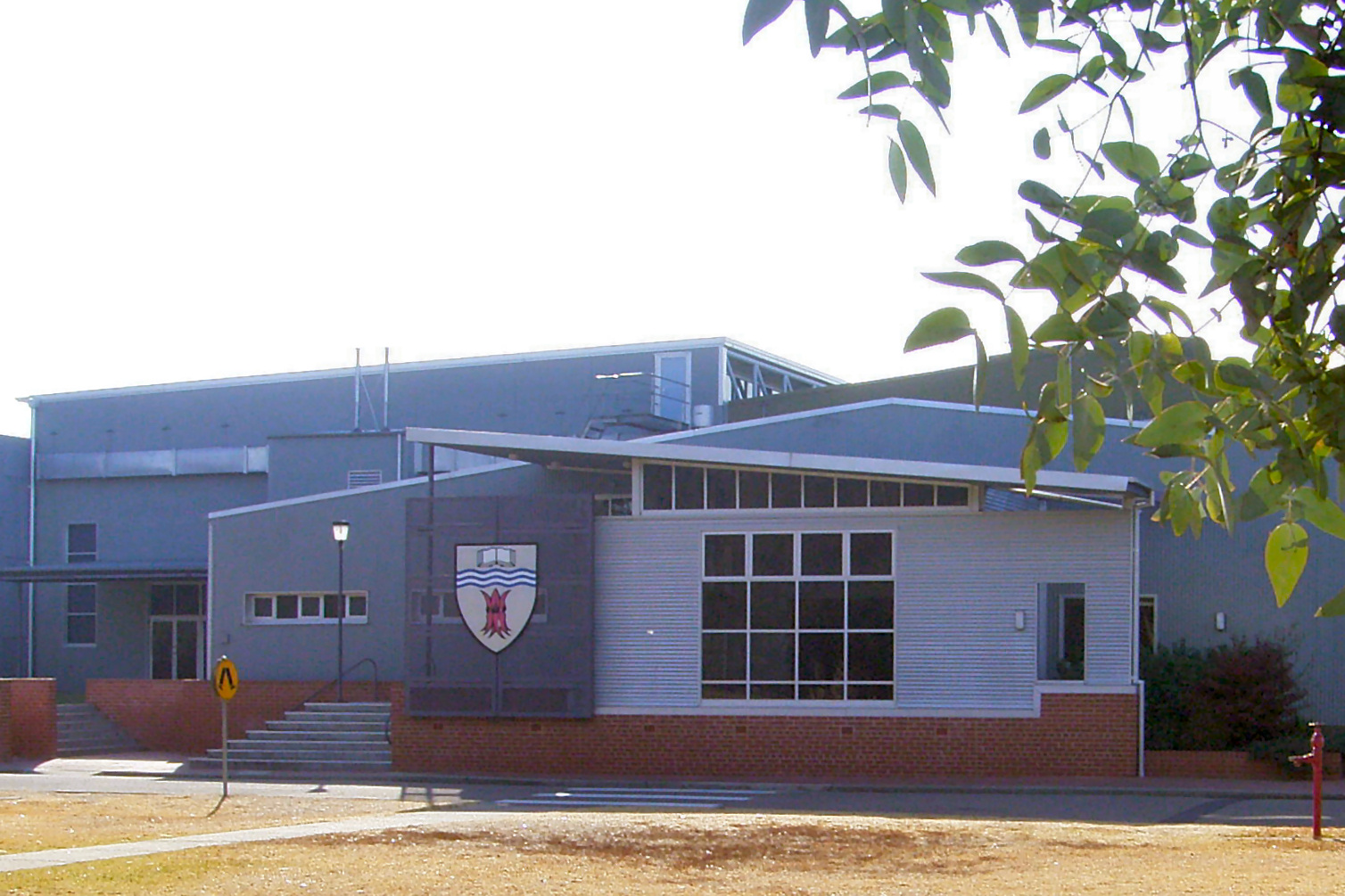
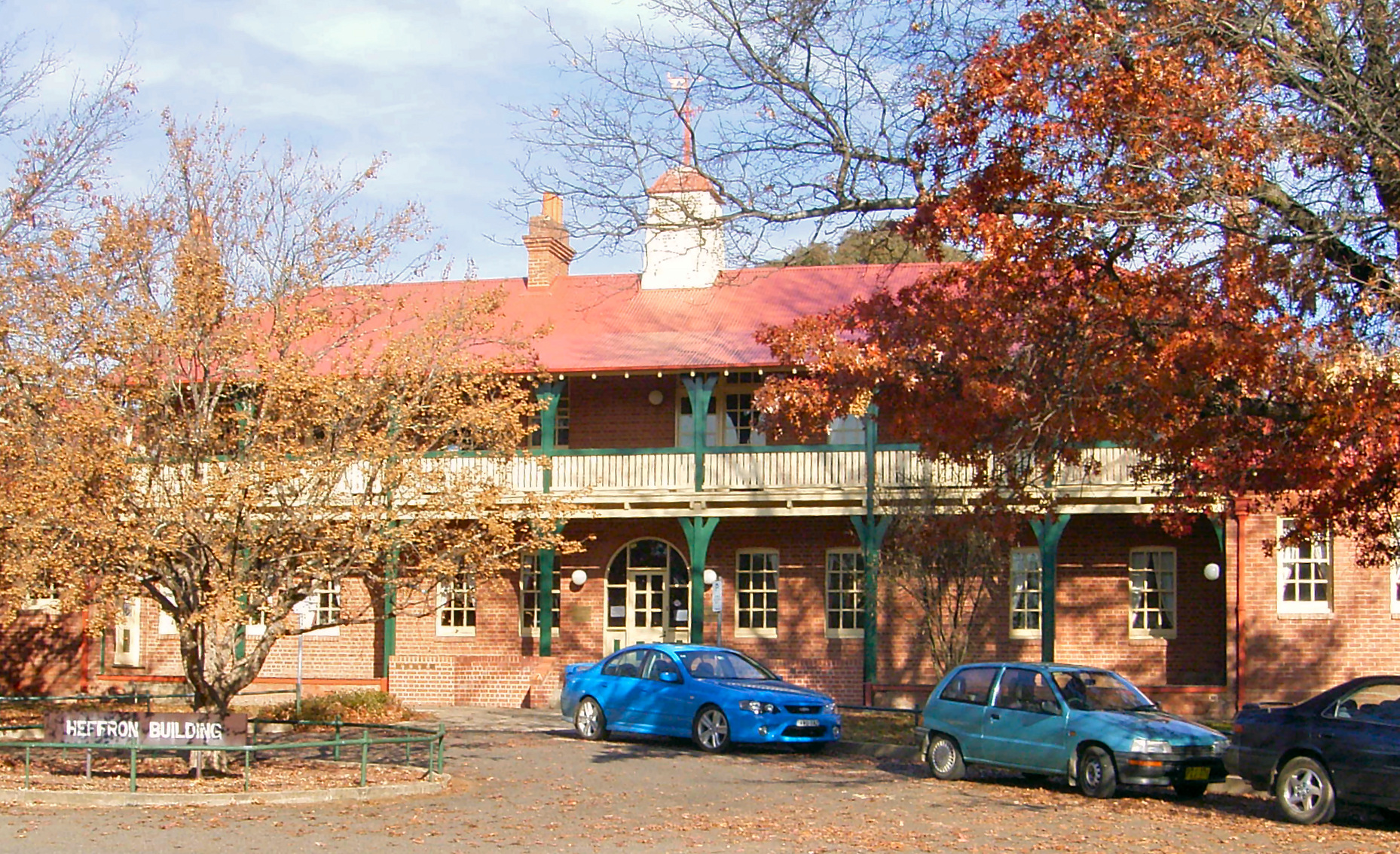
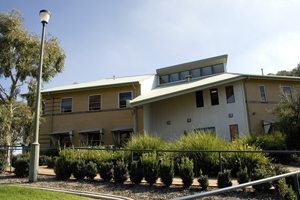
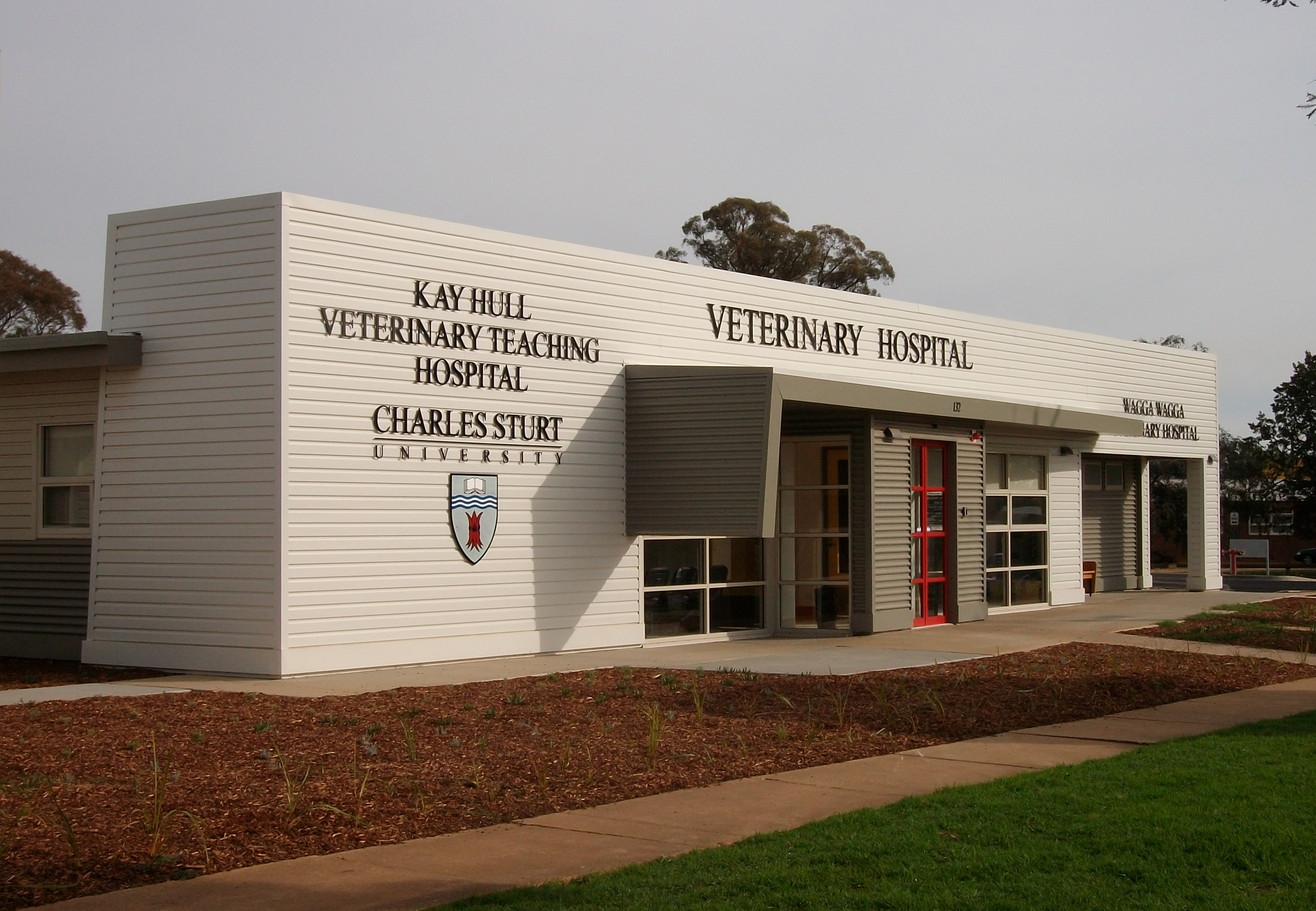
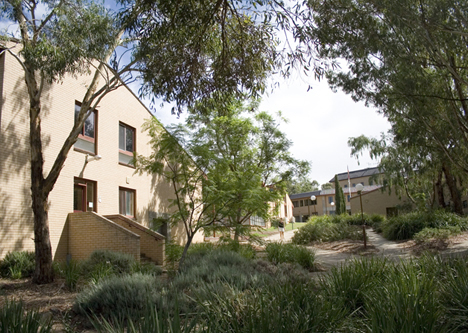